# 丝叶眼子菜
丝叶眼子菜（学名：Potamogeton filiformis），为眼子菜科眼子菜属下的一个变种。